# Duncan II
Duncan II, Gaelisch: Donnchadh mac Mhaoil Chaluim (?, vóór 1060 - ?, 12 november 1094), was koning van Schotland van mei 1094 tot en met 12 november 1094.
Duncan II was een zoon van Malcolm III en diens eerste vrouw Ingebjorg Finnsdotter.
In 1072 werd hij als gijzelaar gegeven aan de Engelse koning Willem de Veroveraar. Hij werd door Willem II van Engeland in de ridderstand verheven.
In mei 1094 wist hij met de hulp van Engelse en Franse troepen zijn oom Donald III van de troon te stoten. Op 12 november van hetzelfde jaar werd hij vermoord door zijn halfbroer Edmund (zoon van Malcolm III en diens tweede vrouw Margaretha) en heroverde Donald III de Schotse troon.
Duncan II werd begraven in Dunfermline Abbey.
- Gemeinsame Normdatei: 1023272652
- Virtual International Authority File: 316739285